# 작은살찐꼬리뛰는쥐
작은살찐꼬리뛰는쥐 또는 작은살찐꼬리저보아(Pygeretmus platyurus)는 뛰는쥐과에 속하는 설치류의 일종이다. 카자흐스탄 서부와 중부 그리고 동부 지역의 토착종이며, 투르크메니스탄 북서부에서도 발견된다.